# Éséka
Éséka (oder Eséka) ist die Hauptstadt des Départements Nyong-et-Kéllé in der Region Centre in Kamerun. 2005 zählte Éséka 23.242 Einwohner.

## Geografie
Éséka liegt im Westen Kameruns, etwa 60 Kilometer südwestlich der Hauptstadt Yaoundé.

## Religion
Éséka ist der Sitz des Bistums Eséka.

## Verkehr

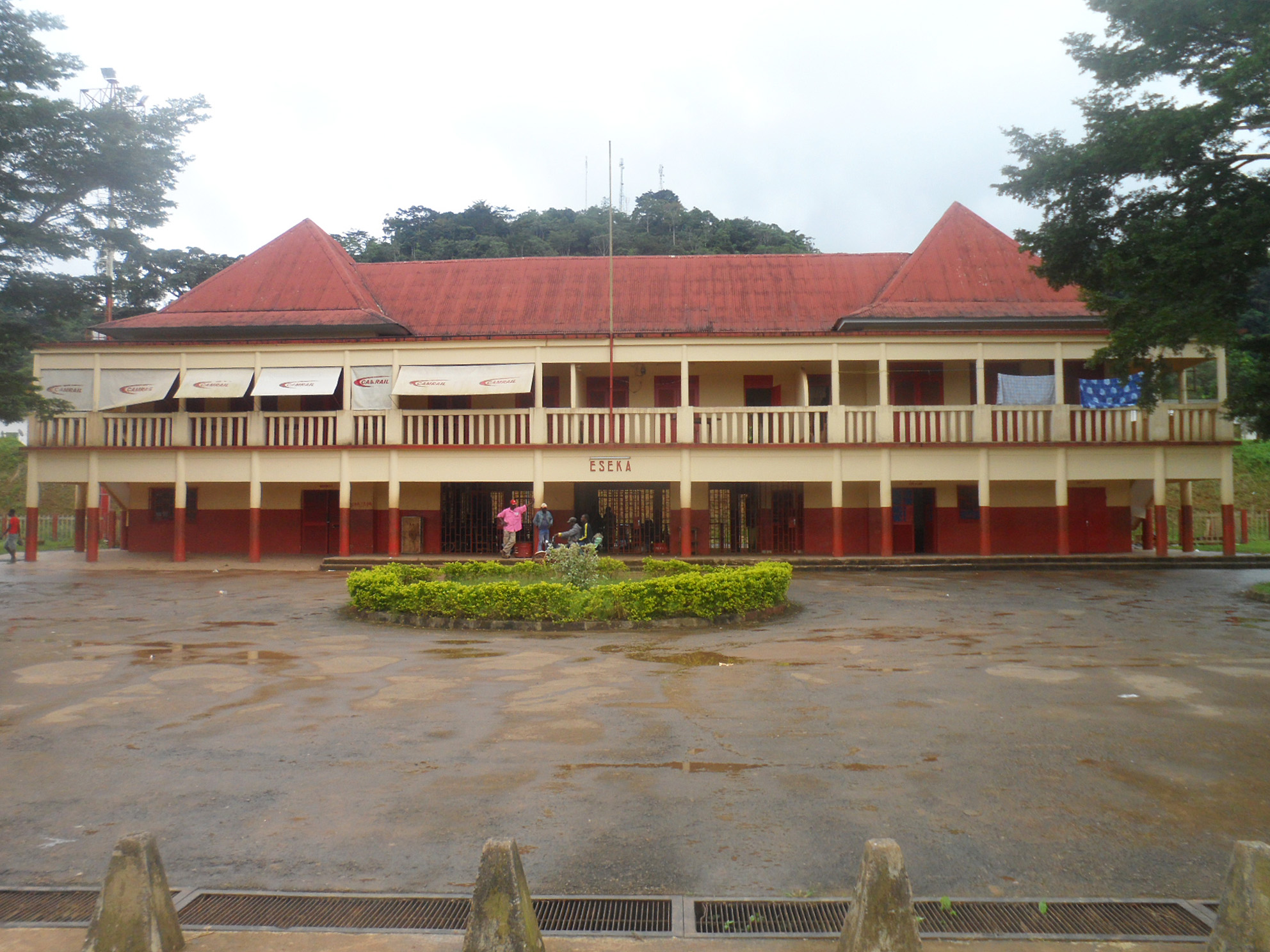
Éséka Bahnhof

Éséka liegt im Kreuzungspunkt der Provinzialstraßen P9 und P10 und der Departementstraße D91. Es gibt auch einen Flugplatz.
Die Stadt hat einen Bahnhof der Camrail an der Bahnstrecke Douala–Ngaoundéré. Hier ereignete sich am 21. Oktober 2016 ein schwerer Eisenbahnunfall mit über 75 Toten und 600 Verletzten. Die Unglücksursache ist noch unklar, vermutlich haben marode Schienen die Entgleisung verursacht. An den Zug waren nach einer Straßensperre wegen eines Brückeneinsturzes zusätzliche Waggons für die auf die Bahn ausweichenden Passagiere angehängt worden. Bereits vor Éséka sollen sich bis zu 20 Waggons vom Zug gelöst haben, entgleist und zum Teil in einen Abgrund gestürzt sein.

## Sehenswürdigkeiten
- Cathédrale Notre Dame de Fatima

## Persönlichkeiten
- Simon-Victor Tonyé Bakot (* 1947), Erzbischof von Yaoundé